# Châtenois (Haute-Saône)
Châtenois település Franciaországban, Haute-Saône megyében. Lakosainak száma 117 fő (2022. január 1.). Châtenois Châteney, Adelans-et-le-Val-de-Bithaine, Colombotte, La Creuse, Creveney, Saulx és Velleminfroy községekkel határos.

## Népesség
A település népességének változása:
| Lakosok száma | 121  | 125  | 129  | 118  | 120  | 118  | 118  | 117  | 117  |
|               | 2013 | 2015 | 2016 | 2017 | 2018 | 2019 | 2020 | 2021 | 2022 |